# Mads Ole Balling
Mads Ole Balling (* 3. April 1953 in Roskilde; †  18. August 2003) war ein dänischer Archivar und Historiker.

## Leben
Balling studierte an der Universität Kopenhagen Germanistik und Geschichte und arbeitete danach als Lehrer in Stenløse.  In seiner Dissertation beschäftigte er sich mit den deutschen Parlamentariern in Ostmittel- und Südosteuropa. Das Ergebnis seiner Forschungen schrieb er im zweibändigen Werk Von Reval bis Bukarest nieder. Er wurde 1991 an der Universität Dortmund promoviert. Balling war im Archivwesen beschäftigt.
Sein Grab befindet sich in Kopenhagen.

## Schriften
- Von Reval bis Bukarest – Statistisch-Biographisches Handbuch der Parlamentarier der deutschen Minderheiten in Ostmittel- und Südosteuropa 1919–1945, Band 1 und 2, Kopenhagen 1991, ISBN 87-983829-1-8.
- Mads Ole Balling; Søren Olsen: Køge Boldklub 75 år. 2002